# Episymploce ligulata
Episymploce ligulata är en kackerlacksart som först beskrevs av Bei-Bienko 1957.  Episymploce ligulata ingår i släktet Episymploce och familjen småkackerlackor. Inga underarter finns listade i Catalogue of Life.